# オガサワラヒメミズナギドリ
オガサワラヒメミズナギドリ（小笠原姫水薙鳥、Puffinus bryani）とは、ミズナギドリ目ミズナギドリ科ハイイロミズナギドリ属に分類される鳥類。
学名はハワイのホノルルにあるバーニス・P・ビショップ博物館の元管理責任者で、1920年代から1950年代にかけてハワイの生物の調査研究を行ったエドウィン・ホレス・ブライアン・ジュニアの名前に因んでいる。発見当初日本語では「ブライアンズ・シアウォーター」という英名のカナ表記で呼称されていたが、ミッドウェー環礁に続き小笠原諸島でも発見されたことから、和名ではオガサワラヒメミズナギドリと呼ばれるようになった。

## 分布
模式産地はサンド島（ミッドウェー諸島）。小笠原諸島での繁殖が確認されている。ミッドウェー諸島で2例の確認例があるが迷行した個体（迷鳥）だったと考えられている。
ミズナギドリ科を含めて一般的に海鳥は、離島にある巣に夜だけ戻るという生活をする種が多いが、オガサワラヒメミズナギドリの巣が主にどこにあるのかはわかっていない。
種や個体によっては新たな餌場を求めて元あった巣から遠く離れた場所に新たな巣を作ることもしばしばあり、ハワイから遠く離れた太平洋上のどこかの島で巣を作っている可能性がある。ミッドウェー諸島や小笠原諸島で発見されたことを考えると、ミッドウェー諸島と同程度の緯度の太平洋やインド洋のどこかに餌場がある可能性もある。また、DNA型がケアプベルデヒメミズナギドリに近いことを考えると、ケアプベルデヒメミズナギドリが主に生息するカーボベルデ諸島やバミューダ諸島のような亜熱帯や熱帯気候により適しているという見方もできるし、ケアプベルデヒメミズナギドリに比べて体が小さいことを考えると、亜南極に棲むヒメミズナギドリや北大西洋に棲むバローロ・シアウォーターのように、海水温度が低い海域に適応しているという可能性も考えられる。繁殖は日本や他の太平洋上の島で行い、ハワイ諸島には一時的に留まっていたに過ぎない可能性も考えられる。
ミッドウェー環礁よりも小笠原諸島においてより多くの個体が発見されたことを踏まえ、主な生息域は小笠原諸島である可能性が指摘されていたが、2015年2月に小笠原諸島父島列島の無人島・東島において、初の営巣が確認された。

## 形態
全長27 - 30センチメートル。翼長17 - 18センチメートル。翼開長55 - 60センチメートル。属内では小型だが、尾羽の比率は大きい。体上面や尾羽基部の下面を被う羽毛（下尾筒）は黒い。体下面は白く、頭部下面の白色部は眼上部まで達する。
嘴や後肢は青灰色。
確認されているミズナギドリ属の中では最も体が小さい。尾は近縁種より長く全体的に黒味が強い。背の部分がより黒く、羽の方に行くにしたがって茶色がかっている。くちばしは青がかった灰色をしていて、足は青色で、腹部は白色である。頭部は目の部分を境に上部が黒く、下部は白い。

## 分類

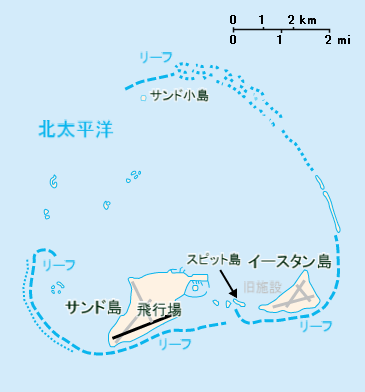
ミッドウェー環礁

1963年、ハワイ諸島北西にあるミッドウェー環礁のサンド島にあったシロハラミズナギドリの巣の中で、ミズナギドリ科とおぼしきオスの小さな鳥が発見された。発見当初、この個体は主に亜南極の海域に生息するヒメミズナギドリと考えられていた。しかし鳥類学者のピーター・パイルがワシントンD.C.にあるアメリカ国立自然史博物館(USNM)に保管されていた標本を再度調査したところ、ヒメミズナギドリにしては尾が黒くて長い上、体が小さすぎることが判明、スミソニアン保全生物学協会（SCBI）のアンドリーナ・ウェルチとロブ・フライシャーがDNA型鑑定を行った結果、この種はおよそ200万年前に他のミズナギドリ科の鳥類から種分化した種で、ケアプベルデヒメミズナギドリに近い新種の鳥類であったことがわかり、2011年に新種として認定された。鳥類の新種が発見される場合、多くは南米や東南アジアの熱帯雨林で発見されることが多く、このようにアメリカ合衆国で鳥類の新種が発見されることは稀である。

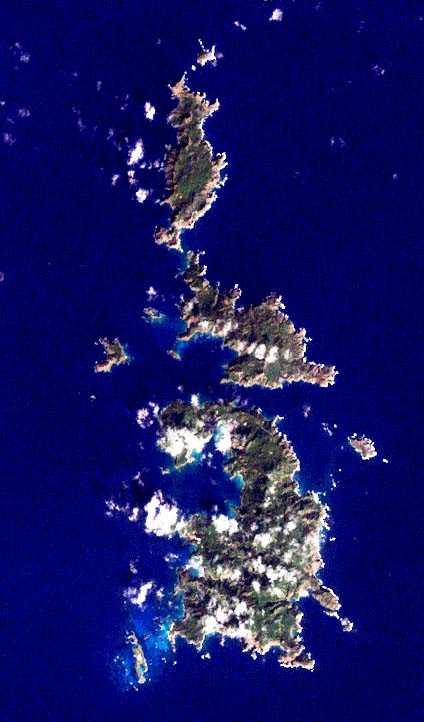
上から弟島、兄島、父島

日本では2014年現在は1997年に母島、2005年に父島、2006年に父島列島の無人島で3羽、2011年島列島の無人島で4例6羽の種不明のミズナギドリ類が確認されていた。このうち父島で発見された個体以外は死骸で、父島で保護された個体も衰弱しており後に死亡したこのうち2005年に父島で発見された個体のみが生存したまま捕獲され小笠原自然文化研究所で保護されたが、後に死亡した。捕獲当時この個体はヒメミズナギドリである可能性が高いと目されていたものの、青い足、目の上までの白さ、寝るときに足を羽毛の中にしまい込むなど、小笠原諸島に生息するミズナギドリとは異なる特徴が確認されたため、しばらく種の特定ができずにいた。6羽の標本のミトコンドリアDNAの分子解析から、6羽すべてが本種であると判明した。その結果、この6個体全てのDNA型がミッドウェー諸島で発見された個体と一致することが2012年に分かった。小笠原でオガサワラヒメミズナギドリが発見されたのはこれまで12月から5月の間であったが、小笠原諸島周辺海域は冬の間荒れることが多く研究者の渡航が困難であるため、このことにより発見が遅れた可能性がある。
P. boydiとはシトクロムbの系統解析では遺伝的距離が5.2 %と大きく、P. assimilisグループの中では近縁ではない。

## 生態
死骸の発見例からオガサワラススキからなる草地やタコノキなどからなる低木林、岩の隙間のような開けた環境で繁殖すると考えられている。
2015年2月に森林総合研究所とNPO法人小笠原自然文化研究所の共同研究により父島列島の東島で10羽の鳴き声が確認されうち4羽を捕獲（捕獲後に足環を装着し放鳥）された。巣および抱卵中の個体も発見され、巣はオガサワラススキの草地とタコノキの低木林の混在する場所で確認されている。小笠原諸島では12 - 5月に発見されたことから冬季に繁殖すると考えられている。
2015年3月、独立行政法人森林総合研究所を中心とした研究チームは、同年2月25日から26日に掛けて行われた調査で、小笠原諸島父島付近の無人島・東島で、オガサワラヒメミズナギドリ10羽を発見したと発表した。さらに付近を調査し、草地に掘られた巣と、巣の中で卵も発見した。
自然状態で生息する姿や営巣地の確認は初めてのこととなり、研究チームは個体数や生態の解明を急ぎ、絶滅回避につなげたい考えである。

## 人間との関係
現在のところオガサワラヒメミズナギドリに関する情報は乏しい。ミッドウェー諸島周辺では海鳥調査が大々的に行われてきたため、この海域周辺に大規模なオガサワラヒメミズナギドリの個体群があれば1990年代以前にもミッドウェー諸島で発見されていたはずである。よってミッドウェー諸島の個体が新種であることが発見された当時は、既に絶滅している可能性も考えられた。小笠原諸島で発見されたことにより森林総合研究所はオガサワラヒメミズナギドリが2012年現在生存しているとしたが、依然として個体数は極めて少ない状況であるという。種の保存のためには主な餌場をできるだけ早く発見し、ネズミなどのような外来の哺乳類から餌場や巣を保護することが必要である。
2006年に父島列島の無人島で発見された3羽の死骸はクマネズミによって捕食されていた。新種であることを発見したパイル、ウェルチ、フライシャーの3人はミッドウェー諸島の標本が新種であることを発見したことを発表した論文の中で、90年代以降から当時まで目撃例がなかったことに鑑み、オガサワラヒメミズナギドリを絶滅危惧種に指定すべきであると主張していたが、小笠原に生存していることを発表した森林総合研究所もまた、生存確認の発表と共にレッドリストへの登録と積極的保護対策の必要性を主張した。
人為的に移入されたネズミによる捕食よって生息数が減少していると考えられ、人為的に移入されたギンネムやジュズサンゴ・トクサバモクマオウなどによる植生の変化や有人島に不時着した場合にはネコによる捕食も懸念されている。小笠原諸島の無人島は小笠原国立公園に指定されたり、林野庁の保護地域として一般人の立ち入りが制限されている。ネズミ・ヤギ・ネコ・ギンネムなどの外来種の駆除・排除が進められている。有人島では不時着の原因として灯りに寄せられて可能性が指摘されており不時着することでネコによる捕食や交通事故の可能性が高くなるため、小笠原諸島では光が拡散しない街灯の設置が進められている。
絶滅危惧IA類 (CR)（環境省レッドリスト）